# Peking Ekspressen
Peking Ekspressen er en dansk-norsk-svensk realityserie hvor 9 hold med to på hver (3 danske hold, 3 norske hold og 3 svenske hold) kæmper om at komme først til Kina. Gennem hver episode er der nogle mål som holdene skal nå, og de hold som når målene først, får nogle goder som f.eks. et garanteret lift eller andet der kan spare dem en masse tid. Deltagerne skal selv finde vejen til målene som f.eks. ved at blaffe. Serien blev vist fra august 2007 på Kanal 5. Værten er Thomas Mygind.